# Jessie Riffá
Jessie Riffá Beci (La Habana, 29 de agosto de 1982) es una actriz y cantante cubana que proviene de una familia de cantantes y músicos. Es nieta de la cantautora Lourdes Torres y del músico y cantante Miguel de la Uz. Su madre es la también cantante cubana Lourdes Libertad. Desde muy joven Jessie se destacó en el canto y la actuación hasta convertirse hoy en una artista reconocida, perteneciendo en su carrera a instituciones culturales cubanas como el Centro Nacional de Música Popular, la Agencia Nacional de Actores ACTUAR y la Compañía Teatral Hubert de Blanck.
Es una activista a favor de los derechos de diversidad sexual, la no violencia a la mujer, a favor de los derechos de los animales y perteneciente a la ACAG (Asociación Cubana de Aficionados a los Gatos). Ha participado de varias galas benéficas a favor de la lucha contra el VIH-sida.

## Trayectoria artística
A los dos años y nueve meses la pequeña Jessie hizo su debut en la Televisión Cubana cuando, en el año 1985, aparece en un programa para niños conducido por la locutora y actriz cubana Consuelo Vidal. A la edad de cuatro años de edad se vinculó a la televisión nacional como partícipe, durante un largo período, del muy popular y ya desaparecido programa infantil Arco Iris Musical, participó en este programa con una frecuencia tal que, gracias a su amplio repertorio, devino una niña popular durante los ocho años de permanencia en este espacio. Grabó un sinnúmero de canciones que en algunos casos llegó a compartir con su abuela Lourdes. De estas, las más recordadas son Abuela, qué pasaría y Patato Perro Sato. También participó en programas televisivos como el humorístico Ajiaco cuando solo tenía 8 años de edad.
En 1993 participó en el Primera Edición del Festival de Música Infantil Cantándole al Sol, mereciendo el primer lugar en la categoría de Calidad Vocal e Interpretación. En 1995, fue solicitada para grabar un casete profesional con seis temas de José Aurelio Paz, titulado Un rayito de luz… La dirección musical y orquestaciones fueron de Juan Antonio Leyva y Magda Galván, y contó con participación especial del Coro Infantil de la Escuela de Arte Alejandro García Caturla, dirigido por Carmen Rosa López. Este trabajo fue realizado en los estudios de grabación del ICAIC.
Como parte de su formación artística cursó estudios de Música y Dirección Coral en el Conservatorio Manuel Saumell y un año en la Escuela de Artes Plásticas en las calles 23 y D, del barrio El Vedado. Además ha estudiado computación, inglés y folclor. También estudio Arte Dramático con los maestros Raúl Eguren y José Antonio Rodríguez. Fue discípula de la etnóloga cubana Natalia Bolívar, graduándose del Curso de Etnología y Folclore Cubano de la UNEAC. En esta institución también se graduó en los cursos de Locución y Animación y de Fotografía General.
En 1998 se presentó en un espectáculo realizado en el Teatro La Caridad de Santa Clara, centralizado por Lourdes Torres. En el 2001, hizo su debut como actriz profesional en la televisión, en el serial policíaco Día y Noche. En el mismo año participó en el tele play LoveStore que, coproducido entre Televisión Mexicana y RTV Comercial con guion basado en un cuento del narrador y político cubano Abel Prieto, le permitió compartir roles con prestigiosos actores y actrices de la talla de Corina Mestre, Alina Rodríguez, Ernesto Tapia y Aramís Delgado.
En 2002 trabajó como conductora del programa Mezcla, de Radio Metropolitana (La Habana). Se ha presentado en los más populares y prestigiosos programas de la radio y la televisión cubanas. En diciembre de 2002 le fue otorgado su aval de profesional en el Centro Nacional de Música Popular. En 2002 grabó su primer demo musical con el sencillo Tengo la vida, del músico Jorge Luis Rojas (Rojitas), estrenando al año siguiente el videoclip del mismo tema con primicia para el popular programa de televisión Piso 6 y llegando al primer lugar de popularidad de la lista de éxitos del programa Lucas.
En el 2003 participó como modelo fotográfica en la exposición REM, del fotógrafo cubano Leo Fernández, que fue presentada en la VIII Bienal de La Habana. Su imagen también sirvió de portada del catálogo del VII Salón de Arte Erótico de La Habana. Además realiza trabajos fotográficos profesionales, en su mayoría en Fotografía Teatral. Fue la imagen durante un año de la línea Kilah Babe de la marca Miss Sixty.
En el año 2007 pasa a formar parte de la Compañía Teatral Hubert de Blanck donde permaneció durante 5 años, siendo dirigida por prestigiosas figuras de la talla de Berta Martínez, Pancho García, Amada Morado, Elio Martín, entre otros. Su rol protagónico en la obra La Travesía de Byron le mereció una nominación al Premio Nacional de Actuación Caricatos. La crítica especializada la ha denominado como una actriz versátil y apasionada. También ha musicalizado obras de teatro como la premiada Arizona dirigida por Marcela García y Fabricio Hernández.
Desde el año 2008 comenzó a ser una de las anfitrionas del espacio Peligrosamente Juntas junto a su madre y abuela. Esta peña continúa hasta el momento en su espacio fijo en el Museo de Artes Decorativas. Por la popularidad del espacio, en el año 2012, se realizó un concierto único compartido entre las tres cantantes en el capitalino Teatro América. Actualmente se realiza los terceros sábados de cada mes en el Museo de Artes Decorativas.
En el año 2012 participó en el CD 100 Sones Cubanos que mereció una nominación en la Categoría Mejor Compilación en los Latin Grammy 2012 cuyo productor fue el prestigioso músico Edesio Alejandro.
En ese mismo año comienza a colaborar y formar parte de la Compañía Mefisto Teatro, en la cual estaba como director general en aquel momento el ya desaparecido dramaturgo Tony Díaz. Bajo la dirección del joven actor y director Alejandro Milián realiza el trabajo de Directora Musical de las puestas en escena Réquiem por Mercedes y Vaselina interpretando en esta última además, uno de los roles femeninos. También formó parte del elenco de la puesta en escena del musical El Fantasma de la Opera bajo la dirección de Alfonso Menéndez en el Anfiteatro del Centro Histórico.
Es miembro de la Agencia Nacional de Actores ACTUAR.

## Artistas relacionados
Durante su carrera musical ha compartido escenarios con grandes y jóvenes artistas Huberal Herrera, Elena Burke, Omara Portuondo, Luis Carbonell, Alina Sánchez, Gina León, María Eugenia Barrios, Héctor Quintero, Roberto Sánchez, Soledad Delgado, María Elena Pena, María Antonieta, Elizabeth D'Gracia, Vilma Valle, Mundito González, Rolando Ojeda, José Valladares, Cuartetos D'Capo y Los Modernistas, Trío Guitarras Cubanas, Orquesta, Coro y Ballet de la TV Nacional, Ensamble de Guitarras con el maestro Jesús Ortega Irusta, la vedette de Cuba Rosa Fornés, Lourdes Torres, Mirtha Medina, Annia Linares, Lourdes Libertad, Rebeca Martínez, Cuarteto Sexto Sentido, Cuarteto Los Safiros, César Portillo de la Luz, entre otros.
Jessie Riffá se ha presentado en los más prestigiosos teatros del país como el Teatro Karl Marx, Teatro Nacional de Cuba, Teatro América, Teatro Mella, Teatro Sausto, Teatro de la Caridad en Santa Clara, Teatro Milanés en Pinar del Río, Teatro Zaiden, Anfiteatro del Centro Histórico y en diversos escenarios en el extranjero participando en giras a Tailandia, México, Colombia, Holanda y España.